# Rami Malek
Rami Said Malek (Torrance, California, 12 de mayo de 1981) es un actor estadounidense. Es conocido principalmente por su papel como Elliot Alderson en la serie televisiva  Mr. Robot, por el que ganó un premio Emmy y un Premio de la Crítica Televisiva, y por encarnar a la leyenda del Rock Freddie Mercury en el biopic Bohemian Rhapsody, interpretación por la cual ganó un premio Óscar, un Globo de Oro, un SAG y un BAFTA, entre otros, al mejor actor.
Malek también ha interpretado personajes notables en el cine y televisión como el faraón Ahkmenrah en la trilogía Night at the Museum, Kenny en la serie de FOX The War at Home (La guerra en casa), y Merriel "Snafu" Shelton en la miniserie de HBO The Pacific. Además, ha aparecido en las películas Larry Crowne, The Master, The Twilight Saga: Breaking Dawn - Part 2, Short Term 12, Ain't Them Bodies Saints, Papillon, Need for Speed, Buster's Mal Heart y The Little Things.
Además, Malek ha participado en el mundo de los videojuegos interpretando a Joshua Washington "Josh" en el videojuego Until Dawn.

## Biografía
Rami Malek nació en Torrance, California, el 12 de mayo del año 1981. Es hijo de padres egipcios. Rami también afirma tener ascendencia griega. Su padre era guía turístico en El Cairo y, más tarde, vendedor de seguros. Su madre trabaja como contable. Tiene un hermano gemelo llamado Sami, quien es cuatro minutos menor que Rami y es profesor. Tiene una hermana mayor, Jasmine, que es médica de urgencias. Rami Malek también tiene dos tías colombianas y creció en el sur de Los Ángeles donde hay una importante población latina, por lo que él mismo asegura que creció con mucha influencia de la cultura latina. Malek asistió al Notre Dame High School en Sherman Oaks, California, donde se graduó en 1999. En este instituto compartió clases de teatro junto a la actriz Kirsten Dunst. 
Se graduó en Bellas Artes en la Universidad de Evansville en 2003.
Es cristiano copto y sabe hablar árabe egipcio.

## Carrera
En 2004, Malek comenzó su carrera como actor en la serie Las chicas Gilmore, apareciendo como estrella invitada.
Ese mismo año trabajó como doblador de personajes adicionales para el videojuego Halo 2. En 2005, obtuvo su tarjeta del Sindicato de Actores por su trabajo en el drama bélico Over There, donde apareció en dos episodios. Más tarde apareció en un episodio de Médium y participó en la serie La guerra en casa, interpretando a Kenny durante sus dos temporadas. 
En 2006, Malek hizo su debut en el cine con la película Night at the Museum interpretando al faraón Ahkmenrah y volvió a repetir su papel en las secuelas: Night at the Museum: Battle of the Smithsonian (2009) y Night at the Museum: Secret of the Tomb (2014). En la primavera del 2007, apareció en los escenarios interpretando a Jamie en la obra The Credeaux Canvas de Keith Bunin en el Elephant Theatre de Los Ángeles.
En 2010, Malek volvió a la televisión con el papel recurrente del terrorista Marcos Al-Zacar en la octava temporada de la serie 24. También ese año recibió elogios de la crítica por su interpretación del cabo Merriell "Snafu" Shelton en la serie ganadora de 8 Emmys, The Pacific.
Malek ha destacado por interpretar a personajes intensos, inteligentes e inadaptados con sesgos extravagantes y psicóticos.
Durante el rodaje de esta última, Malek conoció al actor Tom Hanks, que impresionado por su actuación en la serie, le pidió que participara en su película Larry Crowne, estrenada en 2011. En 2012, apareció en The Twilight Saga: Breaking Dawn - Part 2 como el vampiro egipcio Benjamin. 
Desde 2015, interpreta al protagonista de la aclamada serie Mr. Robot, Elliot Alderson, por la cual ha sido nominado a un premio Emmy, a un Globo de Oro, a un premio Satellite, a un premio del Sindicato de Actores, a dos premios Dorian y ha ganado un premio a la Crítica Televisiva. 
Apareció como uno de los personajes principales, Josh Washington, del videojuego de terror para PlayStation 4 Until Dawn, al que prestó su voz y sus rasgos faciales. El videojuego fue estrenado el 25 de agosto de 2015.

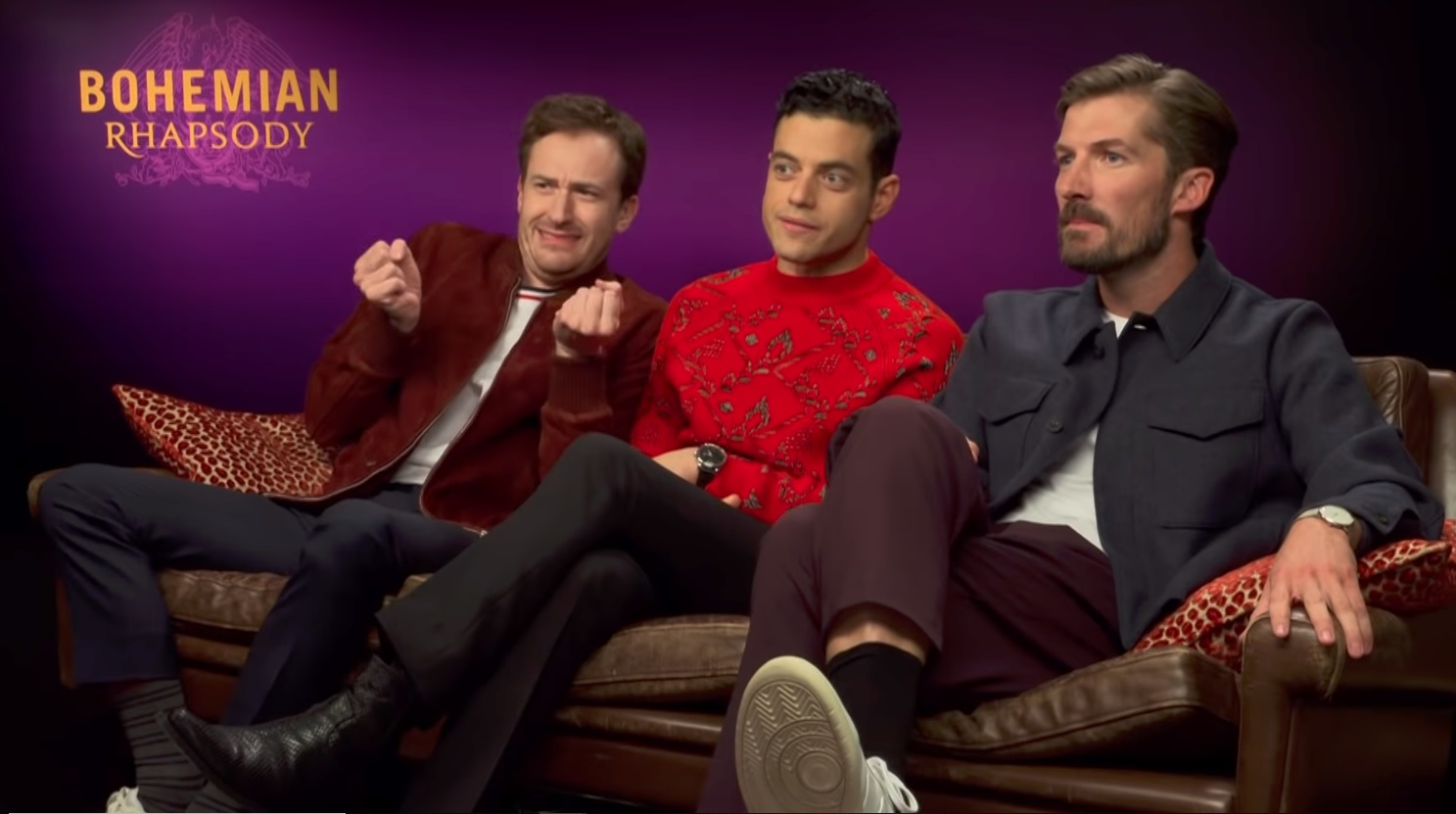
De izquierda a derecha, Joseph Mazzello, Rami Malek, y Gwilym Lee durante la promoción de Bohemian Rhapsody en octubre de 2018.

En 2018 dio vida a Freddie Mercury en la película Bohemian Rhapsody, lo cual le hizo ganar popularidad en todo el mundo y múltiples elogios de su actuación. Brian May (guitarrista de Queen) le dijo “Freddie Mercury estaría muy orgulloso”. Por su actuación en Bohemian Rhapsody, Malek fue galardonado como el mejor actor en los Premios de la Academia.

## Estilo de actuación
Los primeros papeles de Malek lo establecieron como actor de personajes. Ha comentado que disfruta del proceso de audición, ya que lo ve como un «campo de pruebas para probar cosas» y ha creado tantos personajes diversos para las audiciones que le gustaría poder recopilarlos como un paquete para mostrárselos a los demás. Después de leer su propio artículo de Wikipedia, Malek elaboró y dijo: «Me tomaría el tiempo para prepararme para las audiciones como si realmente fuera a actuar. Venía con algo completamente formado y esperaba que eso resonara. A veces lo hacía, muchas veces no lo hice, pero ese es el campo de pruebas y lo agradezco». Sin embargo, después de su éxito con Mr. Robot, comenzó a ser considerado como un «protagonista», aunque «poco convencional». Es interpretado por el comediante Pete Davidson en los bocetos de Saturday Night Live que parodian al personaje. En 2017, Malek aceptó una invitación para unirse a la Academia de Artes y Ciencias Cinematográficas, entre los 774 nuevos miembros invitados como parte de los esfuerzos de la Academia para diversificar a sus miembros después de las críticas sobre la falta de diversidad de los 88.ª ceremonia de los Premios Óscar.
Para prepararse para un papel, Malek describe una etapa inicial de pánico, seguida de una investigación sobre el personaje para crear un mundo para esa persona. Esto incluye encontrar la música que cree que el personaje escucharía, así como crear e imaginar recuerdos pasados para esa persona hasta el punto de que tiene que actuar como ellos. Sus momentos más creativos son las mañanas y las tardes. A Malek le gusta hacer tomas experimentales hasta que encuentra una que funcione. El director Sam Esmail señaló que Malek a menudo no está satisfecho con su trabajo incluso cuando el director siente que ha completado una toma perfecta. Debido a su mutua insistencia en conseguir una escena lo mejor posible, Esmail considera a Malek un «cocreador». El actor también se ha destacado por sus transformaciones físicas para interpretar a sus personajes. Perdió mucho peso para interpretar a Elliot Alderson, Freddie Mercury, y Snafu Shelton, donde Tom Hanks requirió que mantuviera entre un seis y un ocho por ciento de grasa corporal. Durante el rodaje de The Pacific, Malek tuvo dificultades para separarse de su desquiciado personaje, Snafu Shelton, lo que provocó «una angustia mental bastante intensa durante y después del rodaje». Señaló que la lección más valiosa de esa experiencia fue aprender a distanciarse de sus personajes, de lo contrario no habría podido asumir roles complejos más adelante en su carrera, como Elliot Alderson en Mr. Robot.

## Filmografía

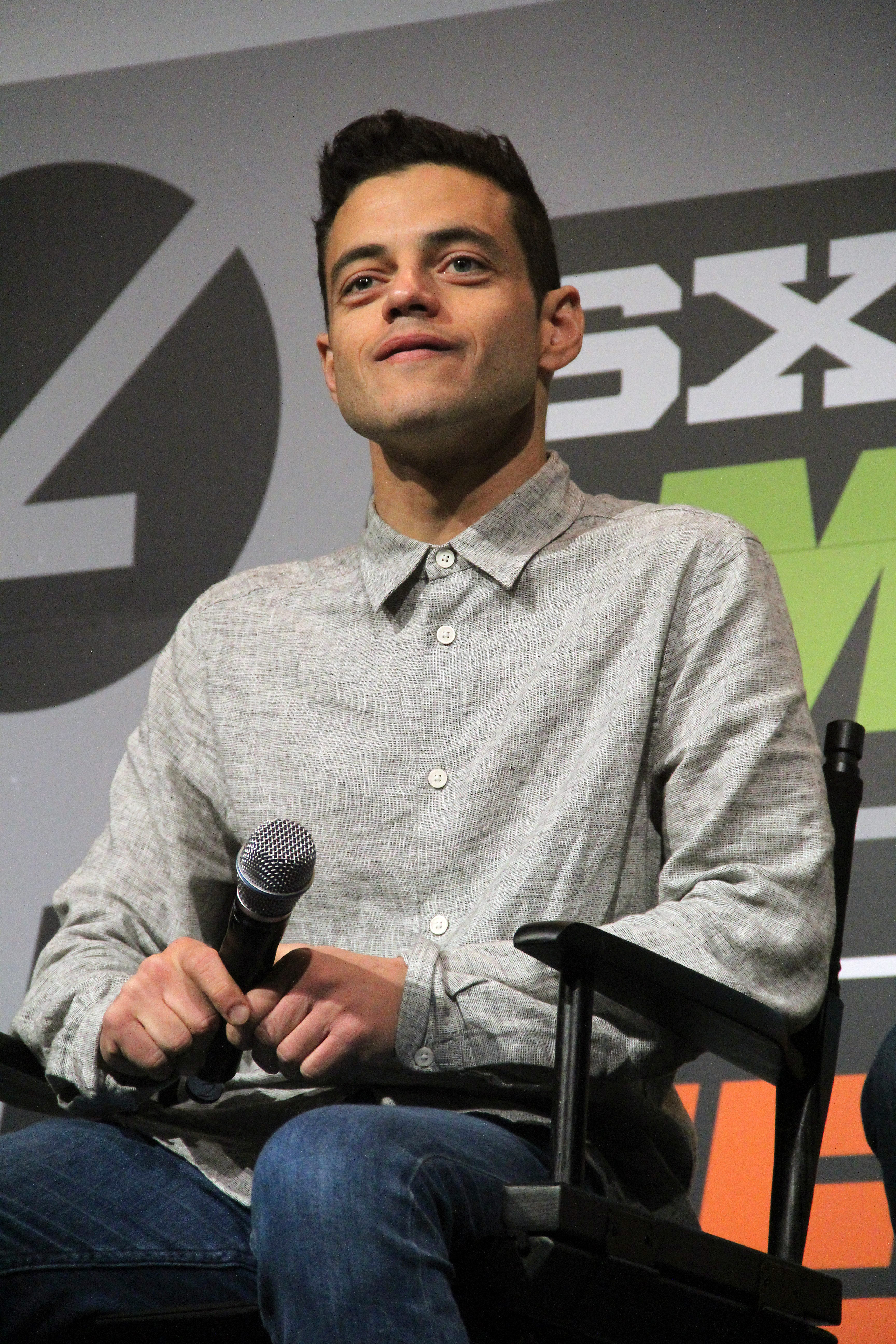
Rami Malek en 2016.

### Series
| Año       | Título                              | Personaje                     | Notas                          |
| --------- | ----------------------------------- | ----------------------------- | ------------------------------ |
| 2004      | Las chicas Gilmore                  | Andy                          | Temporada 4, Episodio 11       |
| 2005      | Over There                          | Hassan                        | 2 episodios                    |
| 2005      | Médium                              | Timothy Kercher               | 1 episodio                     |
| 2005-2007 | The War at Home (La guerra en casa) | Kenny                         | 21 episodios                   |
| 2010      | 24                                  | Marcos Al-Zacar               | Estrella invitada, 3 episodios |
| 2010      | The Pacific                         | Merriell "Snafu" Shelton      | 6 episodios                    |
| 2012      | Alcatraz                            | Webb Porter                   | 1 episodio                     |
| 2012      | La leyenda de Korra                 | Tahno (voz)                   | 3 episodios                    |
| 2014      | Believe                             | Dr. Adam Terry                | 1 episodio                     |
| 2015-2019 | Mr. Robot                           | Elliot Alderson               | Protagonista, 45 episodios     |
| 2017-2018 | Bojack Horseman                     | Flip McVicker (voz)           | 10 episodios                   |
| 2021      | Saturday Night Live                 | Conductor (varios personajes) | Temporada 47, Episodio 3       |

### Películas
| Año  | Título                                         | Personaje                      | Notas        |
| ---- | ---------------------------------------------- | ------------------------------ | ------------ |
| 2006 | Night at the Museum                            | Faraón Akhmenrah               |              |
| 2009 | Night at the Museum: Battle of the Smithsonian | Faraón Akhmenrah               |              |
| 2011 | Larry Crowne                                   | Steve Dibiasi                  |              |
| 2012 | Battleship                                     | Teniente Hill                  |              |
| 2012 | The Twilight Saga: Breaking Dawn - Part 2      | Benjamin                       |              |
| 2012 | The Master                                     | Clark                          |              |
| 2013 | Ain't Them Bodies Saints                       | Will                           |              |
| 2013 | Short Term 12                                  | Nate                           |              |
| 2013 | Oldboy                                         | Browning                       |              |
| 2014 | Need for Speed                                 | Finn                           |              |
| 2014 | Night at the Museum: Secret of the Tomb        | Faraón Akhmenrah               |              |
| 2014 | Da Sweet Blood of Jesus                        | Senescal Higginbottom          |              |
| 2016 | Buster's Mal Heart                             | Jonah Cueyatl / Buster         | Protagonista |
| 2017 | Papillon                                       | Louis Dega                     | Protagonista |
| 2018 | Bohemian Rhapsody                              | Freddie Mercury                | Protagonista |
| 2020 | Dolittle                                       | Chee-Chee (voz)                |              |
| 2021 | 007: Sin tiempo para morir                     | Safin                          | Antagonista  |
| 2021 | The Little Things                              | Detective Jimmy Baxter de LAPD | Protagonista |
| 2022 | Amsterdam                                      | Tom                            |              |
| 2023 | Oppenheimer                                    | David Hill                     |              |
| 2024 | The Amateur                                    | Charles Heller                 | Protagonista |

### Videojuegos
| Año  | Título     | Personaje                  | Notas                               |
| ---- | ---------- | -------------------------- | ----------------------------------- |
| 2004 | Halo 2     | Personajes adicionales     | Voz                                 |
| 2015 | Until Dawn | Joshua ''Josh'' Washington | Voz y rasgos faciales del personaje |

## Premios y nominaciones

### Óscar
| Año  | Categoría   | Película          | Resultado |
| ---- | ----------- | ----------------- | --------- |
| 2019 | Mejor actor | Bohemian Rhapsody | Ganador   |

### Globos de Oro
| Año  | Categoría                                  | Película          | Resultado |
| ---- | ------------------------------------------ | ----------------- | --------- |
| 2016 | Mejor actor de serie de televisión - Drama | Mr. Robot         | Nominado  |
| 2017 | Mejor actor de serie de televisión - Drama | Mr. Robot         | Nominado  |
| 2019 | Mejor actor - Drama                        | Bohemian Rhapsody | Ganador   |
| 2020 | Mejor actor de serie de televisión - Drama | Mr. Robot         | Nominado  |

### BAFTA
| Año  | Categoría   | Película          | Resultado |
| ---- | ----------- | ----------------- | --------- |
| 2018 | Mejor actor | Bohemian Rhapsody | Ganador   |

### Sindicato de Actores
| Año  | Categoría                         | Película          | Resultado |
| ---- | --------------------------------- | ----------------- | --------- |
| 2016 | Mejor actor de televisión - Drama | Mr. Robot         | Nominado  |
| 2017 | Mejor actor de televisión - Drama | Mr. Robot         | Nominado  |
| 2018 | Mejor reparto                     | Bohemian Rhapsody | Nominado  |
| 2018 | Mejor actor                       | Bohemian Rhapsody | Ganador   |

### Primetime Emmy
| Año  | Categoría                     | Película  | Resultado |
| ---- | ----------------------------- | --------- | --------- |
| 2016 | Mejor actor - Serie dramática | Mr. Robot | Ganador   |

### Crítica cinematográfica
| Año  | Categoría                     | Película          | Resultado |
| ---- | ----------------------------- | ----------------- | --------- |
| 2016 | Mejor actor - Serie dramática | Mr. Robot         | Nominado  |
| 2018 | Mejor reparto                 | Bohemian Rhapsody | Nominado  |
| 2018 | Mejor actor                   | Bohemian Rhapsody | Nominado  |

### Satellite
| Año  | Categoría                       | Película          | Resultado |
| ---- | ------------------------------- | ----------------- | --------- |
| 2018 | Mejor actor - Musical o Comedia | Bohemian Rhapsody | Ganador   |